# Landratsbezirk Lindenfels
Der Landratsbezirk Lindenfels war ein Landratsbezirk im Großherzogtum Hessen in der Provinz Starkenburg mit Sitz in Lindenfels. 1821 gegründet ging er 1832 in dem Kreis Heppenheim auf.

## Geschichte

### Entstehung
Im Zuge der Verwaltungsreform von 1821 im Großherzogtum wurden auch auf unterer Ebene Rechtsprechung und Verwaltung getrennt und die Aufgaben der überkommenen Ämter in Landratsbezirken (zuständig für die Verwaltung) und Landgerichten (zuständig für die Rechtsprechung) neu organisiert. Der Landratsbezirk Lindenfels entstand dabei aus:
- dem Amt Fürth,
- dem Amt Waldmichelbach,
- dem ehemaligen Patrimonialgericht Igelsbach der Ulner von Dieburg,
- dem Amt Heppenheim ohne die Stadt Heppenheim,
- dem Hof Kreiswald (ehemals Patrimonialgericht der Ulner von Dieburg[2][1]) und
- dem Patrimonialgericht Birkenau der Freiherren von Wambolt.

Nach 1822 hatte der Bezirk 96 Orte, wovon 41 vormals kurmainzisch, 36 vormals kurpfälzisch, 14 standesherrlich und 5 ritterschaftlich gewesen waren.
Die Aufgaben der Rechtsprechung erster Instanz, die die nun aufgelösten Ämtern wahrgenommen hatten, wurden dem ebenfalls neu gegründeten Landgericht Fürth übertragen.

### Weitere Entwicklung
1822 kam der standesherrliche Landgerichtsbezirk Schönberg des Grafen von Erbach-Schönberg zum Landratsbezirk Lindenfels hinzu.

### Auflösung
In der Gebietsreform 1832 wurden die Landratsbezirke aufgelöst und zu größeren Kreisen zusammengelegt. Deren Zuschnitt wurde kurz darauf mit einer weiteren Verordnung festgelegt. Der Landratsbezirk Lindenfels ging dabei zusammen mit dem Landratsbezirk Heppenheim in dem neuen Kreis Lindenfels auf.

## Interne Organisation

### Räumliche Organisation
Der Landratsbezirk Lindenfels war in 29 Bürgermeistereien eingeteilt, die dem Landrat unterstanden. Dabei wurden häufig mehrere kleinere Ortschaften durch eine Bürgermeisterei verwaltet. Entsprechend der Gemeindeverordnung vom 30. Juni 1821 standen den Gemeinden ein gewählter Ortsvorstand vor, der sich aus Bürgermeister, Beigeordneten und Gemeinderat zusammensetzte. Schultheißen wurden nicht mehr eingesetzt.
Bürgermeistereien
1. Affolterbach mit Kocherbach, Unterscharbach und Wahlen
2. Birkenau mit Kallstadt und Rohrbach (heute eine Siedlung der Gemeinde Mörlenbach)
3. Ellenbach mit Erlenbach, Eulsbach, Lautenweschnitz und Linnenbach
4. Elmshausen mit Wilmshausen
5. Fürth mit Altlechtern, Fahrenbach, Lörzenbach und Steinbach
6. Gadern mit Aschbach, Dürrellenbach und Hartenrod
7. Gadernheim mit Lautern und Raidelbach
8. Gronau
9. Hammelbach mit Grasellenbach, teilweise Hiltersklingen, Litzelbach und Oberscharbach
10. Kirschhausen mit Erbach, Sonderbach und Walderlenbach
11. Krumbach mit Brombach, Kräckelbach und Weschnitz
12. Lindenfels
13. Mittershausen mit Breitenwiesen, Igelsbach, Knoden, Mitlechtern, Schannenbach und Scheuerberg
14. Mörlenbach mit Groß- und Kleinbreitenbach, Oberliebersbach und Untermumbach (heute Nieder-Mumbach)
15. Niederliebersbach
16. Oberabtsteinach mit Buchklingen, Eichelberg (heute Eichelberger Höfe in der Gemarkung Unter-Flockenbach), Flockenbach (heute Unter-Flockenbach), Gorxheim, Kunzenbach (heute eine Siedlung in der Gemarkung Gorxheim), Löhrbach, Trösel und Unterabtsteinach
17. Oberlaudenbach mit Albersbach, Bonsweiher und Kreiswald (heute eine Gehöftgruppe in der Gemarkung Albersbach)
18. Obermumbach mit Geisenbach, Hornbach, Reisen, Schimbach (heute Weiler der Gemeinde Birkenau) und Vöckelsbach
19. Pfaffenbeerfurt
20. Reichenbach mit Hohenstein (heute ein Forsthaus in der Gemarkung Reichenbach)
21. Rimbach mit Litzelrimbach (heute eine Siedlung in der Gemarkung Rimbach) und Mönsbach (heute als Münschbach ein Weiler in der Gemarkung von Rimbach)
22. Schlierbach mit Glattbach, Kolmbach, Seidenbach, Seidenbuch und Winkel
23. Schönberg
24. Siedelsbrunn mit Kreidach
25. Unterhambach mit Oberhambach
26. Waldmichelbach mit Oberschönmattenwaag
27. Weiher mit Mackenheim und Schnorrebach (heute als Schnorrenbach ein Weiler im Ortsbezirk Löhrbach der Gemeinde Birkenau)
28. Zell
29. Zotzenbach mit Mengelbach (gehört heute als Unter-Mengelbach zur Gemarkung von Zotzenbach)

### Personal
- 1821–1825 Johann Ernst Wilhelm Heim, zuvor Amtmann des Amtes Hirschhorn, war erster Landrat im Landratsbezirk Lindenfels. Ihm folgte:
- 1825–1831 Franz Adolf Steppes, zuvor Landrat des Landratsbezirks Hirschhorn.[7]

## Parallele Fachverwaltungen

### Finanzen
Für die Einnahmen aus Staatseigentum (den sogenannten Domanialen) waren die Rentämter zuständig. Für den gesamten Landratsbezirk war dies das Rentamt Lindenfels.
Davon getrennt war die Steuerverwaltung. Für den Landratsbezirk war die Ober-Einnehmerei Bensheim zuständig. Dieser waren vier Distrikts-Einnehmereien untergeordnet:
1. die zu Fürth enthält die Bürgermeistereien Ellenbach, Fürth, Hammelback, Krumbach, Lindenfels und Schlierbach,
2. die zu Morlenbach enthält die Bürgermeistereien Birkenau, Mörlenbach, Niederliebersbach, Oberabtsteinach, Obermumbach und Weiher,
3. die zu Schönberg die Bürgermeistereien Elmshausen, Gadernheim, Gronau, Kirschhausen, Mittershausen, Oberlaudenbach, Reichenbach, Schonberg, Unterhambach und Zell,
4. die zu Waldmichelbach enthält die Bürgermeistereien Affolterbach, Gadern, Rimbach, Siedelsbrunn, Waldmichelbach, und Zotzen

Der Ort Pfaffenbeerfurt gehört zur Distrikts-Einnehmerei Reichelsheim im Landratsbezirk Erbach.
Der Landratsbezirk gehört zum Hauptzollamt Heppenheim und hat ein Grenznebenzollamt II. Classe in Birkenau.

### Forst
Die Forstverwaltung des Landratsbezirks Lindenfels wurde vom Forst Waldmichelbach wahrgenommen. Dieser bestand aus den folgenden vier Forstrevieren besteht: 1. Hirschhorn mit Darsberg, Grein, Hainbrunn, Igelsbach, Langenthal, Neckarhausen und Neckarsteinach (aus dem Landratsbezirk Hirschhorn); 2. Lindenfels mit Altlechtern, Breitenwiesen, Brombach, Ellenbach, Erlenbach, Eulsbach, Fahrenbach, Fürth, Glattbach, Grasellenbach, Hammelbach, teilweise Hillersklingen, Igelsbach, Knoden, Kolmbach, Kräckelbach, Krumbach, Lautenweschnitz, Linnenbach, Lörzenbach, Mitlechtern, Mittershausen, Schannebach, Scheuerberg, Schlierbach, Seidenbach, Seidenbuch, Steinbach, Weschnitz und Winkel; 3. Rimbach mit Aldersbach, Birkenau, Bonsweiher, Buchklingen, Eichelberg, Flockenbach, Geisenbach, Gorrheim, Großbreitenbach, Hornbach, Kallstadt, Kleinbreitenbach, Kreidach, Kreiswald, Kunzenbach, Litzelrimbach, Löhrbach, Mackenheim, Mönsbach; Mörlenbach, Niederliebersbach, Oberlaubenbach, Oberliebersbach, Obermumbach, Reisen, Rohrbach, Schimbach, Schnorrebach, Untermumbach, Vöckelsbach, Weiher und Zotzenbach; 4. Waldmichelbach mit Affolterbach, Aschbach, Dürrellenbach, Gadern, Hartenrod, Kocherbach, Litzelbach, Mengelbach, Oberabrsteinach, Obeischarbach, Oberschönmartenwaag, Siedelsbrunn, Trösel, Unterabtsteinach, Unterscharbach, Corsika, Ludwigsdorf, Schönbrunn und Unterschönmattenwaag (die vier letzten Orten aus dem Landratsbezirk Hirschhorn). Die Orte Erbach, Kirshausen, Oberhambach, Sonderbach, Unterhambach und Walderlenbach gehörten zum Forstrevier Heppenheim des Forsts Heppenheim. Die Ortschaften Elmshausen, Gadernheim, Gronau, Hehenstein, Lautern, Pfaffenbeerfurt, Raidelbach, Reichenbach, Schönberg, Wilmshausen und Zell waren keinem Forstrevier zugeteilt.

### Kirche
Für die kirchliche Verwaltung der lutherischen Pfarreien Birkenau, Gronau, Reichenbach und Rimbach, sowie für reformierten Pfarreien Hammelbach, Lindenfels, Waldmichelbach, jeweils mit ihren Filialdörfern war das Inspektorat Rimbach zuständig.

Die lutherischen Pfarrei Birkenau hatte die Filialorte Seisenbach, Hornbach, Kallstadt, Niederliebersbach, Obermumbach, Reisen, Rohrbach, Schimbach und Balsenbach (die beiden letzten Orte aus Baden).

Die lutherischen Pfarrei Gronau hatte die Filialorte Schannebach, Scheuerberg, Schönberg, Wilmshausen und Zell.
Die lutherischen Pfarrei Reichenbach hatte die Filialorte Elmshausen, Gadernheim, Hohenstein, Knoden, Lautern und Raidelbach.

Die lutherischen Pfarrei Rimbach hatte die Filialorte Aldersbach, Bonsweiher, Kreiswald, Lizelrimbach, Mengelbach, Mönsbach und Zotzenbach.

Die reformierte Pfarrei Hammelbach hatte Grasellenbach als Filialort.

Die reformierte Pfarrei Lindenfels hatte die Filialorte Bonsweiher, Breitenwiesen, Ellenbach, Erlenbach, Eulsbach, Glattbach, Knoden, Lautenweschnitz, Linnenbach, Mitlechtern, Miltershausen, Schannenbach, Scheuerbach, Schlierbach, Seidenbach, Seidenbuch, und Winkel.

Die reformierte Pfarrei Waldmichelbach hatte die Filialorte Affolterbach, Aschbach, Geisenbach, Kreibach, Menaelbach, Obermumbach, Oberscharbach, Oberschönmattenwaag, Siedelsbrunn, Unterscharbach, Vöckelsbach und Wahlen.
Hiterskingen gehörte zur lutherischen Pfarrei Gürtersbach (Inspektorat Michelstadt), Pfaffenbeerfurt gehörte zur lutherischen Pfarrei Reichelsheim (Inspektorat Brensbach), Oberlaudenbach ist eine Filiale der badischen evangelisch protestantischen Pfarrei Unterlaudenbach.

Die Kirchen und Schulen der folgenden Orte gehören unmittelbar zum fürstlich löwensteinischen und gräflich Erbach-Schönbergischen Consistorium des standesherrlichen Kirchenregiments: Gronau, Reichenbach und Rimbach.

Die folgenden katholischen Pfarreien gehörten, bis auf Lindenfels, zum Bergsträßer Landkapitel:
1. Birkenau mit Kallstadt, Niederliebersbach, Reisen und Schimbach
2. Fürth mit Altlechtern, Brombach, Fahrenbach, Kolmbach, Krackelbach, Krumbach, Lözenbach, Steinbach und Weschnitz
3. Lindenfels mit Bonsweiber, Ellenbach, Lauten, Weschnitz, Linnenbach, Mitlechtern, Mittershausen, Scheuerberg und Seidenbuch (gehörte keinem Landkapitel an)
4. Mörlenbach mit Großbreitenbach, Kleinbreitenbach, Oberliebersbach, Obermumbach, Untermumbach und Weiher
5. Oberabtsteinach mit Aschbach, Buchklingen, Dürrellenbach, Eichelberg, Fleckenbach, Gadern, Gorrheim, Hartenrod, Kocherbach, Kunzenbach, Litzelbach, Löhrbach, Mackenheim, Schnorrebach, Trösel und Unterabtsteinach
6. Waldmichelbach mit Affolderbach, Grasellenbach, Hammelbach, Kreidach, Mengelbach, Oberscharbach, Oberschönmanenwaag, Siedelsbrunn, Unterscharbach, Nöckelsbach und Wahlen.

Oberlaudenbach war eine Filiale der badischen, katholischen Pfarrei Hemsbach. Die Orte Erbach, Igelsbach, Kirschhausen, Oberhambuch Sonderbach, Unterhambach und Walderlenbach waren der katholischen Pfarrei Heppenheim zugeteilt.

## Historische Beschreibung
Die „Statistisch-topographisch-historische Beschreibung des Großherzogthums Hessen“ berichtet 1829 über den Landratsbezirk Lindenfels:
Die Lage wird beschrieben als: „Der Bezirk lag zwischen 49° 32′ und 49° 44′ nördlicher Breite und 26° 19′ und 26° 37′ östlicher Länge. Die angrenzenden Bezirke waren im Norden: der Bezirk Reinheim und Bensheim; nach Osten: der Bezirk Erbach; nach Süden: das Großherzogtum Baden und nach Westen: das Großherzogtum Baden sowie der Bezirk Heppenheim.“
Die Natürliche Beschaffenheit als: „a) Oberfläche und Boden: Der Bezirk ist nichts als Berg und Thal, wenig Ebene die Thäler sind freundlich von unzähligen Quellen bewässert, aber eng und klein – Die Trumm zunächst bei Litzelrimbach und Kocherbach ist 2312 Hess. Fuß (0,25 m), die Knoder Höhe 2247 Hess. Fuß, die Seidenbucher Höhe 2136 Hess. Fuß über der Meeresfläche erhaben. Hinter Elmshausen liegt der Hohberg, bei Schönberg, der Petersberg und hinter Gronau, der heiligt Berg, der aus mehreren ziemlich hohen Bergrücken besteht. Der Boden ist sehr verschieden zum Theil sehr kalt und mager, zum Theil auch fruchtbar. b) Gewässer: 1) die Weschnitz; 2) der Ulvenbach; 3) die Lauter oder Winkelbach.“
Die Bevölkerung als: „Diese beträgt 25,229 Seelen unter diesen sind 8355 Lutheraner; 164 Evangel. Protestantische; 10,562 Katholiken; 5813 Reformirte; 6 Mennoniten und 329 Juden. Diese bewohnen 1 Stadt, 3 Marktflecken, 82 Dörfer, 10 Weiler, überhaupt 3111 Häuser“
Die Naturprodukte als: „Pferde 1139; Fehlen 243; Bullen 58; Ochsen 1192; Kühe 5797; Rinder 3075; Schweine 4346; Schaafe 3012; Ziegen 504; Esel 59. In mehreren Distrikten finden sich Auerhähne und die Gewässer enthalten viele Forellen. Aus dem Pflanzenreich: Gerste; Spelz; vielen und sehr guten Hafer, besonders zu Hartenrod, Gadern, Kocherbach, Oberabtsteinach; Hanf; Holz; guten Wein, zu Gronau, Zell; Welschnüsse. Eisen bei Waldmichelbach, Sandsteine bei Litzelbach von vorzüglicher Güte, gute Wetzsteine bei Lindenfels; viele Bausteine, besonders eine große Mannichfaltigkeit von Granit im Birkenauer und Gorrheimer Thale; Granit auf Kalk auf der Schönberger Höhe. Thonposphor, Syenit. Der Hohenstein und der Porstein sind Quarzfelsen.“
Das Gewerbe und Handel als: „Ackerbau, Viehzucht; letztere wird besonders zu Waldmichelbach, Fürth, Mörlenbach, Gronau vorzüglich gut betrieben. Eisenhämmer sind zu Aschbach und Waldmichelbach; am letztern befindet sich auch eine Eisenschmelze. Papiermühlen sind zu Aschbach, Elmshausen, Reichenbach, Waldmichelbach und Wilmshausen die zum Theil ein sehr gutes Fabrikat liefern. Zu Seidenbuch ist ein Tabaksfabrikant. Gypsmühlen sind zu Birkenau, Oberschönmattenwaag, und eine Knochenmühle zu Schönberg. Ausgeführt werden gemästete Ochsen, Spelz und Hafer und, besonders viele Welschnüsse, die größtentheils von sächsischen Fuhrleuten aufgekauft werden.“